# Cremastobombycia grindeliella
Cremastobombycia grindeliella là một loài bướm đêm thuộc họ Gracillariidae. Loài này có ở Hoa Kỳ (California).
Sải cánh dài khoảng 8 mm.
Ấu trùng ăn Anaphalis margaritacea, Gnaphalium species, Grindelia camporum, Grindelia robusta và Pseudognaphalium stramineum. Chúng ăn lá nơi chúng làm tổ. 